# Biglen
Biglen est une commune suisse du canton de Berne, située dans l'arrondissement administratif de Berne-Mittelland. Elle regroupe le village de Biglen, le hameau d'Enetbach et quelques fermes isolées.

Photo aérienne (1958)

## Monuments et curiosités
L'église réformée fut construite en 1521 à la place d'une basilique romane à trois absides. Le plafond de bois à l'intérieur est orné d'êtres fabuleux, de grotesques et de feuillages sculptés.

## Personnalité liée à la commune
Le « médecin des montagnes » Michael Schüppach (1707-1781) y est né le 26 juin 1707.